# بنی‌آدم اعضای یکدیگرند
بنی‌آدم، قطعه شعر مشهوری از گلستان سعدی است که در «باب اول: در سیرت پادشاهان» آمده و به دلیل مضمون انسان‌دوستانه‌اش بسیار مورد توجه واقع شده‌است. شعر از سه بیت زیر ساخته شده‌است:
| بنی‌آدم اعضای یکدیگرند     |  | که در آفرینش ز یک گوهرند |
| چو عضوی به‌درد آورَد روزگار |  | دگر عضوها را نمانَد قرار  |
| تو کز محنت دیگران بی‌غمی   |  | نشاید که نامت نهند آدمی  |

## ضبط
در مورد ضبط صحیح این شعر، اختلاف‌نظرهایی وجود دارد. در برخی از نسخه‌ها، آخرین عبارت مصراع اول این قطعه شعر به‌صورت «یک پیکرند» ذکر شده‌است. به‌طور خاص، این موضوع در زمان انتشار اسکناس یکصد هزار ریالی به‌طور جدی مطرح شد. در پاسخ، مدیرکل سازمان تولید اسکناس و مسکوک اعلام کرد که بانک مرکزی، پیش از انتشار اسکناس، نظر فرهنگستان زبان و ادب فارسی را دربارهٔ این شعر پرسیده و متخصصان آن نهاد به بانک مرکزی گفته‌اند: «درج کلمهٔ یکدیگرند نسبت به کلمهٔ یک پیکرند ارجح و صحیح‌تر است.» مؤسس مرکز سعدی‌شناسی نیز دربارهٔ اصالت بیت مشهورِ «بنی‌آدم اعضای یکدیگرند / که در آفرینش ز یک گوهرند»، که پشت اسکناس‌های ۱۰ هزار تومانی درج شده، گفت: «این بیت مشهورتر است، هرچند به همان اندازه از اصالت دورتر است.»
غلامحسین یوسفی در توضیحات گلستان (ص ۲۶۴)، در تأیید و تأکید درستیِ این مطلب چنین می‌نویسد: «اعضای یکدیگرند»: چنین است در همهٔ نسخه‌ها. مجتبی مینوی در پاسخ اظهارنظری مبنی بر ترجیح ضبط «اعضای یک پیکرند» (رک: مجلهٔ یغما، ۱۰/۵۲۴) چنین نوشته‌است: «صحیحِ این شعر سعدی همین‌طور است (اعضای یکدیگرند)… مضمون از عبارات معروف عصر سعدی بوده و او جمله‌ای را که زبانزد بوده‌است به قلم درآورده‌است.» حبیب یغمایی در تأیید نظر مذکور گفته‌است: «در بیست سال قبل که با مرحوم فروغی کلیات سعدی را برای تجدیدچاپ آماده می‌کردیم، نسخه‌های بسیار معتبر و قدیم که تاریخ کتابت آن‌ها از ۷۱۷ و ۷۲۴ ه‍.ق به‌بعد بود، در اختیار داشتیم. در همهٔ این نسخه‌ها… قطعهٔ معروفِ «بنی‌آدم اعضای یکدیگرند» به همین عبارت نوشته شده و تاکنون هیچ نسخه‌ای از قدیم و جدید، خطی و چاپی، به نظرِ اهل ادب نرسیده که به عبارتی جز این باشد.»

## ابعاد بین‌المللی

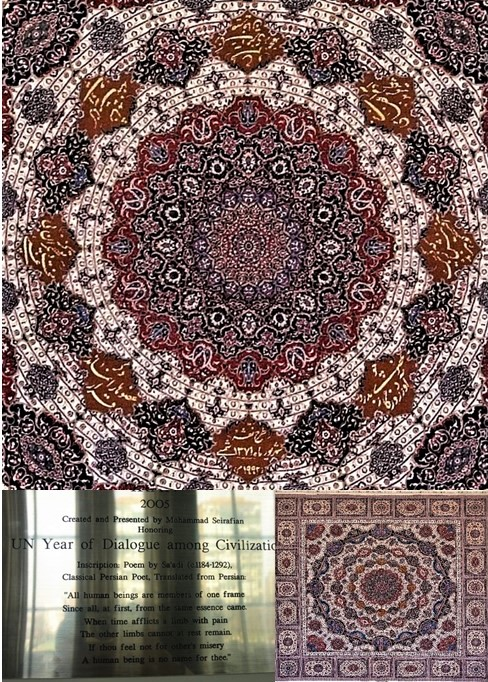
فرش نصب شده در سازمان ملل متحد که شعر بنی‌آدم در آن نقش بسته است

در برخی از منابع فارسی و انگلیسی گزارش شده که این شعر بر سردر ورودی تالار ملل مقر سازمان ملل متحد در نیویورک با خط نستعلیق طلاکوب نقش بسته‌است؛ ولی بر اساس اظهار نظر محمدجواد ظریف، دیپلمات ایرانی که به مدت ۵ سال نماینده ایران در مقر سازمان ملل متحد بوده‌است، این ادعا درست نیست و عکسی نیز از این شعر بر سردر نام‌برده دیده نشده‌است.شعر سعدی نه‌تنها با خط نستعلیق فارسی، بلکه با مضمون انگلیسی یا لاتین هم در سازمان ملل متحد وجود نداشته‌است و نقل این داستان از اساس شایعه بوده‌است. همچنین کاووس حسن‌لی، مؤسس مرکز سعدی‌شناسی، وجود هر گونه لوح یا سردری را با این اشعار از سعدی در مقر سازمان ملل متحد در نیویورک، رد می‌کند و معتقد است: «متأسفانه الان طوری شده که اگر این حرف را بزنیم، هیچ‌کس باور نمی‌کند و مردم واقعاً فکر می‌کنند شعر سعدی در سردر سازمان ملل متحد نوشته شده‌است حال آنکه سردری و تابلویی با اشعار سعدی در سازمان ملل وجود ندارد.»
با این حال در سال ۱۳۸۴، از سوی ایران، فرشی از صیرفیان به سازمان ملل متحد اهدا و در آن نصب شد که شعر بنی‌آدم در آن نقش بسته بود. بان کی مون، دبیرکل سازمان ملل متحد در سخنرانی سال ۲۰۱۲ خود در تهران با اشاره به این شعر گفت: «در ورودی سازمان ملل فرش عظیمی قرار دارد-فکر می‌کنم بزرگترین فرشی است که سازمان ملل دارد- که زینت بخش دیوار سازمان ملل و هدیه‌ای از سوی مردم ایران است. در کنار آن سخنان اعجاب‌آور سعدی شاعر بزرگ ایرانی قرار دارد.» و سپس شعر بنی آدم را خواند.
با توجه به بررسی‌های انجام شده توسط مصطفی دبیری، کارمند بازنشسته سازمان ملل متحد در ژنو، دو بیت اول از این قطعه مشهور سعدی را نخستین بار، حسین علا در سخنرانی خود در سومین جلسه دوازدهمین اجلاس جامعه ملل در شهریور ۱۳۲۰ خواند. سخنرانی وی در دفاع از قطعنامه‌ای به‌منظور حمایت از مصیبت‌دیدگان سیل در کشور چین ایراد شده‌بود.
این شعر در پیام فارسی که در مجموعهٔ پیام‌های فضاپیمای وویجر (در مجموع، پیام‌هایی به ۵۵ زبان) برای فضاهای دوردست فرستاده شده‌است، به‌عنوان پیام برگزیده شده‌است. (شنیدن پیام فارسی برای ساکنان فضا از وبگاه وویجر، ناسا) باراک اوباما رئیس‌جمهوری سابق ایالات متحده نیز در پیام نوروزی سال ۲۰۰۹ این بیت از سعدی را خواند. بیت اول این شعر در اساسنامه حزب سوسیالیست عثمانی مورد اشاره واقع شده‌است.
این شعر در قطعه بنی آدم در آلبوم Everyday Life از گروه موسیقی بریتانیایی Coldplay که در نوامبر ۲۰۱۹ منتشر شد، گنجانده شده‌است. این شعر در این قطعه به زبان فارسی، انگلیسی و چند زبان دیگر دکلمه شده‌است.
پدرو سانچز، نخست‌وزیر اسپانیا، در سخنرانی‌اش برای تمدید سه هفته‌ای قرنطینه در این کشور به علت دنیاگیری کروناویروس در اسپانیا در دعوت از اسپانیایی‌ها برای رعایت محدودیت‌ها برای نجات جان خود و دیگران این قطعه از گلستان سعدی را خواند.

## تصویر روی اسکناس
تاکنون شعر بنی آدم به دو زبان فارسی و انگلیسی همراه با تصویر آرمگاه سعدی بر روی دو اسکناس ۱۰ هزار ریالی جهوری اسلامی ایران چاپ شده است.
| تصویر | تصویر | ارزش    | دوره چاپ            | سال چاپ                             |
| رو    | پشت   | ارزش    | دوره چاپ            | سال چاپ                             |
| ----- | ----- | ------- | ------------------- | ----------------------------------- |
|       |       | ۱۰۰٬۰۰۰ | جمهوری اسلامی ایران | ۱۳۸۹ سری روح‌الله خمینی              |
|       |       | ۱۰۰٬۰۰۰ | جمهوری اسلامی ایران | ۱۳۹۹ سری میان‌نسلی با چهار صفر کمرنگ |